# Modjo
Modjo was een Franse house-act.

## Carrière
Modjo werd gevormd door het duo Romain Tranchart en Yann Destagnol. In 2000 haalden ze met Lady (Hear Me Tonight) een nummer 1-hit in Zwitserland en Groot-Brittannië en een toptiennotering in Frankrijk, Australië, Vlaanderen, Wallonië, Duitsland, Nederland en Zweden. De opvolger Chillin' haalde nog top tien in Zwitserland. In 2002 hield de groep op met bestaan en startten beide leden een solocarrière op.

## Discografie
| Single met hitnotering(en) in de Vlaamse Ultratop 50 | Datum van verschijnen | Datum van binnenkomst | Hoogste positie | Aantal weken | Opmerkingen |
| ---------------------------------------------------- | --------------------- | --------------------- | --------------- | ------------ | ----------- |
| Lady (Hear Me Tonight)                               | 2000                  | 16-09-2000            | 3               | 14           |             |
| Chillin'                                             | 2001                  | 21-04-2001            | 34              | 4            |             |

| Single met eventuele hitnotering(en) in de Nederlandse Top 40 | Datum van verschijnen | Datum van binnenkomst | Hoogste positie | Aantal weken | Opmerkingen             |
| ------------------------------------------------------------- | --------------------- | --------------------- | --------------- | ------------ | ----------------------- |
| Lady (Hear Me Tonight)                                        | 2000                  | 09-09-2000            | 3               | 14           | Dancesmash op Radio 538 |
| Chillin'                                                      | 2001                  | 07-04-2001            | 19              | 6            | Dancesmash op Radio 538 |